# Monodelphis umbristriata
Monodelphis umbristriata e вид опосум от семейство Didelphidae.

## Географско разпространение
Обитава няколко участъка в щатите Сао Пауло и Минаш Жерайш, Бразилия. Местообитанията му са ограничени и представляват характерните за страната серадо и отделни малки изолирани горички.

## Хранене
Видът е слабо проучен. Предполага се, че представителите му консумират насекоми и малки гръбначни. Почти нищо не е известно за неговото поведение.